# سراج‌الدین بناگر
سراج‌الدین بناگر (زادۀ ۲۲ تیر ۱۳۳۶ در سنندج - ) نویسنده و شاعر کُرد اهل ایران است.

## زندگی
سراج‌الدین بناگر در ۲۲ تیر ۱۳۳۶ در محلۀ قطارچیان در سنندج به دنیا آمد. نخستین مجموعه شعر او در سال ۱۳۷۴ تحت عنوان مال‌روهای سکوت از سوی انتشارات بین‌المللی حافظ روانه بازار شد. مالروهای سکوت، مجموعه‌ای  منتخب است از اشعاری که مابین سال‌های ۱۳۵۶ تا ۱۳۷۲ سروده است.
در سال ۱۳۸۶ اولین مجموعه داستان‌های کوتاه بناگر با نام چاوشاره‌کی از سوی انتشارات پرتو بیان در سنندج چاپ شد. چاوشاره‌کی اولین مجموعه داستان به زبان کُردی سورانی است که به لهجۀ اردلانی به چاپ رسیده‌است. او همچنین رمان قولولولوو را به زبان کُردی سورانی در سال ۱۳۸۶ نوشته و در سال ۱۳۹۳ از سوی انتشارات کالج روانه بازار کرد. این کتاب نیز اولین رمانی است که به زبان کردی سورانی و لهجۀ اردلانی به چاپ رسیده و در ادامۀ خط داستانی کتاب چاوشاره‌کی نوشته شده‌است. رمان خه‌وزران (بی‌خوابی) یکی دیگر از رمان‌های کردی بناگر است که در سال ۱۳۹۸ توسط انتشارات خانی سقز منتشر شد. در این رمان نویسنده سعی در بازنمایی اندوه آدمی بعد از مرگ دیگری همچون معشوق را دارد، وی با استفاده از فضاسازی رمان‌نویسی کلاسیک سعی کرده تا حد امکان به رخدادهای داستانی نزدیک شود و خواننده را درست روبروی رخداد بنشاند.
از کتاب‌های بناگر به زبان فارسی می‌توان به مجموعۀ سه جلدی خرس، زنی با چمدان آبی و صخره اشاره کرد. این مجموعه منتخبی است از داستان‌های او در سال‌های مابین ۱۳۶۵ تا ۱۳۸۰ که پنجاه داستان کوتاه را در برمی‌گیرد. همچنین مجموعۀ چهار جلدی مغازۀ سمساری، گل‌میخ، شندره پندره‌ها و کلاس نیمۀ آبان که هشتاد و هفت داستان کوتاه را در برمی‌گیرد که در دهۀ هشتاد خورشیدی نوشته شده‌اند.

### کارگاه داستان‌نویسی
سراج‌الدین بناگر کارگاه‌های داستان‌نویسی متعددی در شهر سنندج برگزار کرده که بر روی نسل تازۀ نویسندگان این شهر تأثیرگذار بوده است. وی جلسات هفتگی داستان‌خوانی و نقد داستان را از سال ۱۳۷۴ تا به امروز به مدت بیست ویک سال به صورت مستمر برگزار کرده‌است. او همچنین از سال ۱۳۶۸ به‌طور متناوب در انجمن سینمای جوانان ایران دفتر سنندج اقدام به تدریس در رشتهٔ فیلم‌نامه‌نویسی و گزارش‌نویسی کرده‌است.

## آثار

### مجموعه شعر
- مال‌روهای سکوت (۱۳۷۴)، انتشارات حافظ، به فارسی.[۹]

### مجموعه داستان کوتاه
- چاوشاره‌کی (۱۳۸۶)،انتشارات پرتو بیان، به زبان کُردی.
- خرس (۱۳۹۰)، انتشارات افراز.
- زنی با چمدان آبی (۱۳۹۰)، انتشارات کالج.
- صخره (۱۳۹۳)، انتشارات کالج.
- مغازۀ سمساری (۱۳۹۵)،انتشارات کالج.
- گل میخ (۱۳۹۵)، انتشارات کالج.
- شندره پندره‌ها (۱۳۹۵)، انتشارات کالج.
- کلاس نیمۀ آبان ۱۳۹۵)، انتشارات کالج.

### رمان
- قولولولوو (۱۳۹۳)، انتشارات کالج، به زبان کُردی.
- خه‌وزران (١٣٩٨)، انتشارات خانی، به زبان کُردی.